# Pokrajina Bari
Pokrajina Bari (v italijanskem izvirniku Provincia di Bari, izg. Provinča di Bari) je  bila ena od šestih pokrajin, ki so sestavljale italijansko deželo Apulija. Mejila je na severu s pokrajino Barletta-Andria-Trani, na vzhodu z Jadranskim morjem, na jugu s pokrajinama Taranto in Brindisi ter na zahodu z deželo Bazilikata. 1. januarja 2015 jo je nadomestilo Metropolitansko mesto Bari.

## Večje občine
Glavno mesto je Bari, ostale večje občine so:
| Občina            | Prebivalcev  |
| ----------------- | ------------ |
| Bari              | 320.475 2010 |
| Altamura          | 69.728 2011  |
| Molfetta          | 59.733 2008  |
| Bitonto           | 56.302 2008  |
| Monopoli          | 49.591 2007  |
| Corato            | 47.442 2008  |
| Gravina in Puglia | 44.312 2009  |

## Naravne zanimivosti
Največja naravna zanimivost v pokrajini je kompleks kraških jam Castellana Grotte, ki je najobširnejše raziskano jamsko področje v Italiji. Za obiskovalce je odprta 3 km dolga pot skozi več jam in prehodov, do globine 70 metrov. S spremstvom lokalnih vodičev se jamarji lahko podajo veliko dlje. Votlino je leta 1938 prvi raziskal Franco Anelli, ki je bil zaposlen na italijanskem inštitutu v okviru Postojnske jame. Med drugo svetovno vojno je bil tudi glavni direktor same Postojnske jame.
Seznam zaščitenih področij v pokrajini:
- Narodni park Alta Murgia (Parco Nazionale Alta Murgia)
- Krajinski park Lama Belice (Parco naturale Lama Belice)

## Zgodovinske zanimivosti
Današnja pokrajina je v več ali manj nespremenjenem obsegu nosila v teku stoletij ime Terra di Bari in je pripadala različnim oblastem. Po padcu rimskega cesarstva so si jo lastili Langobardi in Bizantinci. Med leti 847 in 871 je bila berberski emirat, nato so se zanjo borili spet Bizantinci, Arabci in Benečani.
Leta 1018, čeprav je pokrajina uradno bila bizantinska (katepanat), je proglasila neodvisnost, a že leta 1071 so jo zasedli Normani. Ko je Normansko kraljestvo prešlo v Sveto rimsko cesarstvo (1198), je bila Terra di Bari del Sicilskega kraljestva, ki je pa kmalu (1282) prešlo pod Neapeljsko kraljestvo in pozneje Kraljestvo dveh Sicilij, vse do zedinjenja Italije, ko je postala pokrajina Kraljevine Italije. Danes je zgodovinsko ime Terra di Bari, ki pomeni dobesedno ozemlje mesta Bari, le tržna znamka bodočega velemesta Bari.